# Propellane

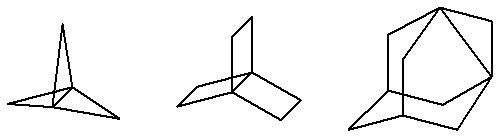
Propellane: (von links nach rechts) [1.1.1]Propellan, [2.2.2]Propellan, 1,3-Dehydroadamantan

Propellane sind eine Klasse tricyclischer Kohlenwasserstoff-Verbindungen. Propellane gehören in ihrer unsubstituierten Form zu den Cycloalkanen, genauer zu den tricyclischen Alkanen.

## Struktur-Beschreibung
Propellane sind Verbindungen, die eine C-C-Achse besitzen, von welcher drei verschiedene Ringe ausgehen. Diese Ringe haben mindestens 1 C-Atom. Schaut man entlang der C-C-Achse, weist das Molekül eine Drehsymmetrie von 120° auf, welche an einen Propeller erinnert.

## Stabilität
Die Stabilität des Moleküls steigt mit der Größe der drei Ringe. Bei Propellanen mit geringer Ringgröße ergeben sich für die Kohlenstoffatome der C-C-Achse unüblich kleine Bindungswinkel, sodass solche Moleküle unter Spannung stehen und entsprechend instabil sind. Ausnahme hierbei ist [1.1.1]Propellan, das aufgrund der Ringgrößen von nur 3 Kohlenstoffatomen extrem instabil sein sollte, aber viel stabiler ist als Systeme mit größeren Ringen wie z. B. [1.2.2]Propellan. [1.1.1]Propellan ist bei Raumtemperatur stabil und lässt sich sogar durch Destillation aufreinigen. Erklärt werden kann dies durch Walsh-Orbitale, mit deren Hilfe sich zeigen lässt, dass die Orbitalenergien in diesem System erstaunlich tief liegen.
Zur Veranschaulichung: [1.1.1]Propellan enthält drei 3-C-Ringe, also insgesamt 5 C-Atome. Die Bindungswinkel betragen 60° (wie bei Cyclopropan). Da an der C-C-Achse drei kleine Ringe vorhanden sind, sind die Bindungen der C-Atome der C-C-Achse „umgestülpt“: Alle Bindungen zeigen auf eine Seite (sogenannt invertierter Kohlenstoff). Der Kohlenstoff ist auf der anderen Seite sozusagen „bindungsnackt“, was als besondere Eigenschaft von kurzkettigen Propellanen gilt.

## Synthese
[1.1.1]Propellan wurde aus Bicyclo[1.1.1]pentan-1,3-dicarbonsäure über die Zwischenstufe einer Dibromverbindung synthetisiert:

## Nomenklatur
Die in der eckigen Klammer von beispielsweise [x.y.z]Propellan enthaltenen Zahlen geben die Anzahl Kohlenstoffe in den drei Brücken über die gemeinsame C-C-Kante an. Die Brücken werden in absteigender Länge der Brücken aufgeführt. Propellan ist ein Trivialname für die etwas umständlichere IUPAC-Bezeichnung; [1.1.1]Propellan wäre nach IUPAC-Nomenklatur Tricyclo[1.1.1.0]pentan.